# Nacionalismo palestino

Bandera de Palestina.

El nacionalismo palestino es el movimiento de liberación nacional del pueblo palestino. Surgió a partir del panarabismo y del rechazo hacia el colonialismo, el sionismo y el imperialismo, así mismo hunde sus raíces en todos aquellos movimientos que reclamaban la independencia y la liberación nacional. Sin embargo, a diferencia del panarabismo en general, el nacionalismo palestino ha dado una mayor importancia al autogobierno palestino y ha rechazado a lo largo de su historia el gobierno externo de otros países árabes, como es el caso de Egipto en la Franja de Gaza, y el de Jordania en la Cisjordania ocupada.

## Orígenes
En su libro Palestinian Identity: The Construction of Modern National Consciousness (1997), el historiador Rashid Khalidi señala que la estratificación arqueológica que muestra la historia de Palestina —abarcando los períodos bíblico, romano, bizantino, omeya, fatimí, cruzado, ayubí, mameluco y otomano— forma parte de la identidad del pueblo palestino contemporáneo tal y como se llegó a entender a lo largo del siglo XIX, pero rechaza los esfuerzos de algunos nacionalistas palestinos en intentar rastrear anacrónicamente en la Historia una conciencia nacionalista que es, de hecho, relativamente moderna. Khalidi subraya que la identidad palestina nunca ha sido exclusiva y que el arabismo, la religión y las lealtades locales siempre han jugado un papel destacado. Afirma que la identidad nacional moderna de los palestinos tiene su origen en los discursos nacionalistas que surgieron en los pueblos del Imperio otomano a finales del siglo XIX, y se agudizaron tras la delimitación de las fronteras de los Estados-naciones modernos del Oriente Medio, después de la Primera Guerra Mundial. Reconoce que el sionismo tuvo su importancia en la formación de esta identidad, pero declara que «es un grave error sugerir que la identidad palestina surgió principalmente como una respuesta al sionismo». Khalidi describe a la población de la Palestina mandataria como una población con «identidades superpuestas», que expresaban lealtades hacia pueblos, regiones, el proyecto de nación palestina, la inclusión en la Gran Siria, el proyecto nacional árabe y el islam. Apunta que «el patriotismo local aún no se podía describir como un nacionalismo de Estado-nación».
El historiador israelí Haim Gerber, profesor de Historia islámica en la Universidad Hebrea de Jerusalén, hace remontar el nacionalismo palestino a un jurista islámico del siglo XVII, el muftí Khayr al-Din al-Ramli (1585–1671), que vivía en Ramla. Asegura que los edictos religiosos (fatwa, plural fatawa) de Khayr al-Din al-Ramli, que fueron recopilados en 1670 bajo el título al-Fatawa al-Khayriyah, demuestran una conciencia territorial: «Estas 'fatawa' son archivos contemporáneos sobre la época, y dan una visión compleja de las relaciones agrarias». En esta recopilación de fatawa de 1670, Khayr al-Din al-Ramli utiliza conceptos como Filastin, biladuna (nuestro país), al-Sham (Siria), Misr (Egipto) y diyar (país), en sentidos que parecen ir más allá de la geografía objetiva. Gerber lo describe como «una conciencia territorial embrionaria, aunque se refiera a una conciencia social más que a una conciencia política».
El historiador Baruch Kimmerling y el especialista en relaciones internacionales Joel Migdal consideran que la revuelta árabe de 1834 en Palestina es el primer acontecimiento nacionalista del pueblo palestino, mientras que Benny Morris asegura que los árabes de Palestina se mantuvieron como parte de un movimiento nacionalista panislámico o panárabe más amplio.
En su libro The Israel-Palestine Conflict: One Hundred Years of War, el especialista en historia de Oriente Próximo James L. Gelvin declara que «El nacionalismo palestino surgió durante el período de entreguerra en respuesta a la inmigración y los asentamientos sionistas». Matiza afirmando que este hecho no resta legitimidad a la identidad palestina: «El hecho de que el nacionalismo palestino se desarrolló más tarde que el sionismo, y en respuesta a este, no disminuye de ninguna manera la legitimidad del nacionalismo palestino ni lo hace menos válido que el sionismo. Todos los nacionalismos surgen en oposición a algún "otro". Si no, ¿por qué existiría la necesidad de afirmar quién es uno? Todos los nacionalismos nacen en oposición al "otro". Y todos los nacionalismos se definen por aquello al que se oponen.»
Bernard Lewis sostiene que los árabes palestinos del Imperio otomano no oponían una nación palestina al sionismo, porque el mero concepto de nación era un concepto desconocido para los árabes de la región en aquella época, y que no apareció hasta más tarde. Incluso el concepto de nacionalismo árabe en las provincias árabes del Imperio otomano «no alcanzó proporciones significantes hasta el estallido de la Primera Guerra Mundial».
Daniel Pipes afirma que «No existía un pueblo árabe palestino al inicio de 1920, pero en el mes de diciembre tomó una forma reconocible y comparable con las de hoy en día». Pipes sostiene que con la creación del mandato británico de Palestina a partir de la Gran Siria, los árabes del mandato se vieron obligados a adaptarse a su situación y empezaron entonces a definirse como palestinos.

## Finales del Imperio otomano
Con la caída del Imperio otomano, se desarrolló la idea de una identidad árabe en las provincias árabes del Imperio, particularmente en Siria que en aquella época incluía el norte de Palestina y el Líbano. Se considera a menudo que este desarrollo se incluye dentro de un movimiento reformista más amplio, conocido como al-Nahda ("despertar", llamado a veces "el renacimiento árabe"), que a finales del siglo XIX redefinió la identidad cultural y política árabe en función del rasgo unificador de la lengua árabe.
Bajo el gobierno otómano, los árabes de Palestina se consideraban a sí mismo principalmente como súbditos otomanos. Pero en la década de 1830, Palestina fue ocupada por el vasallo egipcio de los otómanos, Mehmet Alí y su hijo Ibrahim Pacha. La revuelta árabe palestina de 1834 surgió de la resistencia popular a la fuerte demanda de conscriptos, ya que los campesinos eran conscientes de que la conscripción equivalía más o menos a una condena a muerte. A partir de mayo de 1834, los rebeldes tomaron muchas ciudades, entre ellas Jerusalén, Hebrón, y Nablus. En respuesta, Ibrahim Pasha envió su ejército que acabó por vencer a los últimos rebeldes el 4 de agosto en Hebrón.
Mientras que el nacionalismo árabe, al menos en su forma temprana, y el nacionalismo sirio eran las tendencias dominantes junto con la lealtad al Estado otómano, la política palestina se caracterizaba por una reacción contra la dominación extranjera y el incremento de la inmigración extranjera, en particular sionista.
La ocupación egipcia de Palestina en los años 1830 causó la destrucción de Acre, por lo que Naplusa adquirió más importancia política. Los otómanos recuperaron el control de Palestina en los años 1840-41. El clan familiar de los Abd al-Hadi, que tenía sus orígenes en Arraba, en el norte de Cisjordania, eran aliados de Jezzar Pasha y de los Tukans que les otorgaron la gobernación de Naplusa así como de otros sanjaks.
En 1887 una reforma administrativa otómana dividió la provincia de Siria en unidades más pequeñas y se creó el Mutesarrifiyyet de Jerusalén, que adoptó características distintivas locales.
Michelle Compos apunta que «Más tarde, después de la fundación de Tel Aviv en 1909, los conflictos por las tierras se convirtieron en rivalidades nacionales explícitas.» Los líderes palestinos identificaban cada vez más las ambiciones sionistas como una amenaza, dado que los casos de compra de tierras por los colonos sionistas y la consecuente expulsión de los campesinos palestinos agravaban la situación. Esta tendencia antisionista se dobló de una resistencia a los británicos, hasta componer un movimiento nacionalista específico y separado del movimiento pan-árabe que se estaba extendiendo por el mundo árabe y que fue liderado más adelante por gobernantes como Nasser y Ben Bella, entre otros líderes anticolonialistas.
En junio de 1914, los programas de cuatro sociedades nacionalistas palestinas, jamyyat al-Ikha’ wal-‘Afaf (Hermandad y pureza), al-jam’iyya al-Khayriyya al-Islamiyya, Shirkat al-Iqtissad alFalastini al-Arabi y Shirkat al-Tijara al-Wataniyya al-Iqtisadiyya fueron publicados en el periódico palestino Filastin. Los cuatro tenían similitudes en cuanto a su misión y a sus ideales: promoción del patriotismo, aspiraciones educativas y apoyo a las industrias nacionales.

## Mandato Británico de Palestina

### Las familias de notables, núcleos de los grupos nacionalistas
Los A’ayan ("notables") árabes palestinos eran un grupo de élites urbanas situadas en el ápice de la pirámide socioeconómica palestina. Combinando poder económico y político, dominaron la política palestina durante el período del Mandato Británico de Palestina. El dominio de los A’ayan fue alentado y utilizado por el Imperio Otómano y posteriormente por las autoridades del Mandato Británico, para que sirvieran de intermediarios entre las autoridades y el pueblo en la administración local de Palestina.

#### Familia Al-Husayni
A principios del siglo XIX, el clan al-Husayni era uno de los mayores propietarios de la ciudad de Jerusalén. Ejerció un papel determinante en la rebelión contra Mehmet Alí que gobernó Egipto y Palestina desafiando al Imperio Otómano entre 1831 y 1840. No solo consolidó así su relación con las autoridades otómanas cuando estas retomaron el poder en la región, sino que logró reconciliarse luego con los egipcios. En la década de 1840, los al-Husayni tomaron partido en las luchas entre clanes rivales para el control de las tierras de la región de Jerusalén, y para conservar en manos de la familia los prestigiosos puestos islámicos de Naqib al-Ashraf (cabeza de los descendientes del Profeta), Muftí y Sheikh al-Haramla (guardián de Al Haram). Apoyaron a la familia Yamani en su lucha contra los Qaisi, aliándose con Mustafa Abu Gosh, un señor rural del clan Abu Gosh que se enfrentaba frecuentemente a los Qaisi. En la ciudad de Jerusalén se opusieron al clan de los Khalidi —que lideraban a los Qaisi— por los puestos gubernativos más relevantes. Pero también actuaron de mediador para lograr compromisos, como entre los Jarar y los Tuqan a finales de los años 1850 en la región de Naplusa. En la segunda mitad del siglo XIX, estos conflictos locales se convirtieron en un tema marginal para la familia al-Husayni y cedieron el paso a las nuevas circunstancias que amenazaban su supremacía en Jerusalén: la intervención creciente de los poderes extranjeros —en particular del cónsul británico James Finn—, el celo reformista de los últimos gobernantes otómanos que culminó en la secularización y turquización del Imperio tras la revolución de los Jóvenes Turcos, y finalmente la aparición del movimiento sionista que gozaba del apoyo de las autoridades británicas.
El último alcalde de Jerusalén antes de la Primera Guerra Mundial fue Husayn Salim al-Husayni, quien había heredado el puesto de su padre en 1910. Jamal al-Husayni fundó y presidió el Palestine Arab Party (Partido Árabe de Palestina - PAP) en 1935. Mustafa al-Husayni fue muftí de Jerusalén hasta 1893, y su hijo, Abdelkader al-Husayni, estuvo al mando de las fuerzas árabes durante el sitio de Jerusalén de 1948. Amin al-Husayni, Gran Muftí de Jerusalén, fue destituido en 1948 de su puesto por el rey Abd Allah I de Jordania que le prohibió la entrada a la ciudad por su polémica actitud durante la Segunda Guerra Mundial. Faisal Husseini, fundador en Jerusalén de Orient House, encabezó la delegación palestina en la conferencia de paz de Madrid en 1991 y fue ministro de la Autoridad Nacional Palestina.

#### Familia Nashashibi
La familia Nashashibi es el otro gran clan familiar de Jerusalén, pero no tuvo una relevancia política determinante hasta el siglo XX, particularmente durante el Mandato Británico, de 1920 a 1948. Los Nashasibi eran rivales tradicionales de los Al-Husayni, y las autoridades británicas repartieron los puestos políticos entre ambos clanes. En 1921, los Nashashibi crearon la National Muslim Association (Asociación Musulmana Nacional), con filiales en varias ciudades palestinas, y en 1923 alentaron la creación de un Partido Nacional. A pesar de su preeminencia, no poseían los recursos económicos de los Al-Husayni y dependieron de los favores de las autoridades británicas para ampliar su influencia política y mejorar su estatus social. La figura más destacada de esta familia era Raghib Nashashibi, que fue nombrado alcalde de Jerusalén en 1920. Contribuyó a la creación del National Defence Party (Partido Nacional de Defensa) en 1934. Cuando Cisjordania pasó bajo dominio de Jordania en 1948, fue ministro del gobierno jordano, gobernador de Cisjordania, miembro del senado de Jordania y el primer gobernador militar de Palestina.

#### Familia Tuqan
La familia Tuqan, cuya rama política tendría orígenes en el norte de Siria, se habría instalado en Naplusa en el siglo XII. A principios del siglo XVIII, su patriarca era el mutasallim Hajj Salih Pasha Tuqan del sanjacado de Naplusa, donde sus competidores eran los miembros del clan Nimr. Varios miembros del clan Tuqan fueron mutasallim (governador de sanjacado), un puesto que ocuparon más que cualquier otra familia en los siglos XVIII y XIX. La rivalidad entre las familias Tuqan y Nimr se perpetró hasta la década de 1820. in the early eighteenth century and were the competitors of the Nimr family in the  Nablus (the sub-district of Nablus and Jenin). Members of the Tuqan family held the post of mutasallim (sub-district governor) longer than did any other family in the eighteenth and nineteenth centuries.The rivalry between the Tuqans and Nimr family continued until the 1820s.

#### Familia Abd al-Hadi
Awni Abd al-Hadi of the ‘Abd al Hadi family. Los Abd al-Hadis eran una prominente familia de terratenientes de los distritos palestinos de Afula, Baysan, Jenin y Naplusa. Awni Abd al-Hadi fundó el Hizb al-Istiqlal (Partido de la Independencia) como una rama del partido panarabe. Su mujer, Tarab Abdul Hadi, una feminista y activista, cofundó el Palestine Arab Women's Congress (PAWC) a finales de la década de 1920. Fue la primera organización de mujeres de la Palestina bajo mandato británico. Rushdi Abd al-Hadi se incorporó a los servicios administrativos británicos en 1921. Amin Abd al-Hadi fue miembro del Consejo Supremo Musulmán en 1929, y Tahsin Abd al-Hadi fue alcalde de Jenín. Algunos miembros de la familia vendieron en secreto sus posesiones en el pueblo de Zirʿin al Fondo Nacional Judío en julio de 1930 a pesar de la oposición de los nacionalistas a la venta de tierras. El palacio Abd al-Hadi de Naplusa, que mandó construir Mahmud Abd al Hadi en el siglo XIX, es un testimonio del poder y del prestigio de la familia.

#### Familias Khalidiy, al-Dajjani y al-Shanti
Las familias Khalidiy, al-Dajjani y al-Shanti fueron otros A’ayan que, junto con sus aliados, conformaron en gran medida las posturas divergentes de los movimientos palestinos de la época. En 1918, cuando los movimientos árabes palestinos cobraron fuerza en Jerusalén, Jaffa, Haifa, Acre y Nablus, Aref al-Aref junto con Hajj Amīn, su hermano Fakhri Al Husseini, Ishaaq Darweesh, Ibrahim Daeweesh, Jamal al-Husayni, Kamel Al Budeiri, y Sheikh Hassan Abu Al-So’oud fundaron el Club Árabe (Al-Nabi Al-Arabi).

### Actividad nacionalista 1918-1920
Tras la llegada de los británicos, ser establecieron varias asociaciones islamo-cristianas en las ciudades principales. En 1919 se reunieron para organizar el primero Congreso Árabe Palestino en Jerusalén, cuya principales reivindicaciones eran un llamamiento para que se estableciera un gobierno representativo y la oposición a la Declaración Balfour.
A raíz del acuerdo Faisal–Weizmann, la población árabe palestina rechazó el movimiento Nacionalista Árabe Sirio liderado por Faisal (en el que muchos habían confiado en un primer momento) para propugnar que Palestina fuese un estado separado, con una mayoría árabe. Para lograr este objetivo, pidieron que se estableciera una asamblea electa. En 1919, en respuesta al temor palestino de que la Declaración Balfour prosperase, se fundó la sociedad secreta al-Kaff al-Sawada’ (La Mano Negra. Su nombre pronto cambió a al-Fida’iyya, Los auto-sacrificados) que más adelante jugó un papel importante en las actividades clandestinas antibritánicas y antisionistas. Las familias al-Dajjani y al-Shanti dirigían la sociedad. Ibrahim Hammani se encargaba del entrenamiento y ‘Isa al-Sifri elaboró un código secreto para las correspondencias. La sociedad tuvo primero su sede en Jaffa y luego la trasladó a Nablus. Mahmud Aziz al-Khalidi lideraba la rama de Jerusalén.

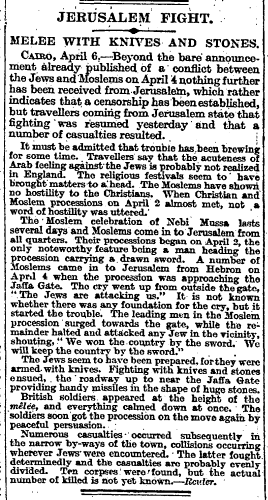
Artículo de The Times informando sobre las revueltas del 8 de abril de 192.

Después de las revueltas del mes de abril, un acontecimiento convirtió la tradicional rivalidad entre las familias Husayni y Nashashibi en un verdadero enfrentamiento, lo que acaerá consecuencias a largo plazo para el nacionalismo palestino y la familia al-Husayni. Según Louis Bols, se ejercieron fuertes presiones en la administración militar por parte de los líderes sionistas y de oficiales como David Yellin, para que el alcalde de Jerusalén, Mousa Kazzim al-Husayni, dimitiera por su presencia en las revueltas palestinas de marzo de 1920. El coronel Storrs, gobernador militar de Jerusalén, lo destituyó sin investigar el tema y le sustituyó por Raghib. Según el informe Palin, este acto afectó seriamente a sus correligionarios al confirmar así la convicción que ya tenían con base en otras pruebas de que la administración civil no era más que un títere de la organización sionista.'

### El Consejo Supremo Musulmán bajo Amin al-Husayni (1921-37)
El Alto Comisionado de Palestina, Herbert Samuel, para compensar el hecho de que la familia Nashashibi obtuviera la alcaldía de Jerusalén, exculpó a Hajj Amīn y a Aref al-Aref y estableció un Consejo Supremo Musulmán el 20 de diciembre de 1921. La autoridad del Consejo Supremo Musulmán se extendía a todos los Waqfs (donaciones religiosas) musulmanes y los tribunales de la Sharia (derecho religioso) de Palestina. Los miembros del Consejo eran elegidos por un colegio electoral y nombraron a Hajj Amīn como presidente, con potestad de empleo sobre todos los oficiales musulmanes en todo el territorio palestino. El comité anglo-americano lo describió como una poderosa máquina política. Amin al-Husayni no solía delegar su autoridad, por lo que se encargaba de la mayor parte de la labor ejecutiva. El nepotismo y el favoritismo caracterizaron el mandato de Hajj Amīn como presidente del Consejo. Amīn al-Tamīmī sustituía a Hajj Amīn cuando este estaba de viaje en el extranjero. Se nombraron como secretarios a ‘Abdallah Shafĩq y Muhammad al’Afĩfĩ, y a partir de 1928-1930 los secretarios fueron Jamāl al-Husaynī, un pariente de Hajj Amīn, Sa’d al Dīn al-Khaţīb y más tarde ‘Alī al-Husaynī, otro pariente de Hajj Amīn. ‘Ajaj Nuwayhid, un druzo, fue nombrado asesor.

#### Politización del Muro de las Lamentaciones
Fue bajo el mandato británico cuando se produjo la politización del Muro de las Lamentaciones. Los disturbios que ocurieron en el Muro en 1928 se repitieron en 1929. La violencia de las revueltas de 1929 que dejaron 116 palestinos y 133 judíos muertos, y 339 heridos, sorprendieron por su intensidad y fue la primera ocasión en la que se mataron a judíos sefardíes y mizrajíes.

#### La Mano Negra
Izzedin al-Qassam creó la organización Mano Negra (Black Hand) en 1935. Al-Qassam falleció en un tiroteo contra las fuerzas británicas. Ganó popularidad en la tradición nacionalista palestina por su lucha contra el sionismo.

### La revuelta árabe (1936-1939)
La revuelta árabe de Palestina de 1936-1939 fue un levantamiento de los árabes de la Palestina bajo Mandato Británico contra la inmigración masiva de judíos.
Abdelkader al-Husayni, líder de la revuelta, era miembro del partido árabe de Palestina del que había sido secretario general. Era además editor jefe del periódico del partido, Al-Liwa’ y de otros periódicos como Al-Jami’a Al-Islamiyya. En 1938, Abdelkader al-Husayni fue exiliado y se refugió en Irak donde tomó parte en el golpe de Estado de Rashid Ali al-Gailani en 1941.
Muhammad Nimr al-Hawari, que había empezado su carrera política como fiel seguidor de Amin al-Husayni, rompió con la poderosa familia Husayni a principios de los años 1940. Los británicos estimaban que el movimiento scout paramilitar al-Najjada, que dirijía Al-Hawari, contaba 8.000 miembros antes de 1947.

#### El informe Peel de 1937 y su repercusión
El clan Nashashibi rompió con el Alto Comité Árabe y Amin al-Husayni poco después de que el contenido del informe Peel se hiciera público el 7 de julio de 1937 y anunciara un plan de partición territorial.
La ruptura en el seno del Alto Comité Árabe (un grupo formado por notables tradicionales) entre opositores y partidarios de la partición convirtió a Amin al-Husayni en el líder del Comité que, con el apoyo de la Liga Árabe, rechazó el Plan. Por otro lado, muchos palestinos, sobre todo el clan Nashashibi y el Partido Comunista Palestino, aceptaron la propuesta de partición.

#### Consecuencias
La revuelta árabe de 1936-39 llevó a un desequilibrio entre la comunidad judía y la comunidad palestina, dado que los palestinos quedaron en gran medida desarmados.

## La guerra de 1947-48
Abdelkader al-Husayni se trasladó a Egipto en 1946, pero regresó clandestinamente a Palestina en enero de 1948 para liderar el Santo Ejército (Jaych al-Jihad al-Mouqaddas o Ejército de la Guerra Santa). Murió en un combate cuerpo a cuerpo con la Haganá cuando el Ejército de la Guerra Santa conquistó la colina de Al-Qastal en la carretera que va de Tel Aviv a Jerúsalen, el 8 de abril de 1948. La muerte de Abdelkader al-Husayni influyó negativamente en la moral de sus tropas y Ghuri, que no tenía experiencia militar alguna, fue nombrado comandante del Ejército de la Guerra Santa. Fawzi al-Qawuqji, comandante del Ejército Árabe de Liberación quedó como el único mando militar prominente.

## 1948-1964

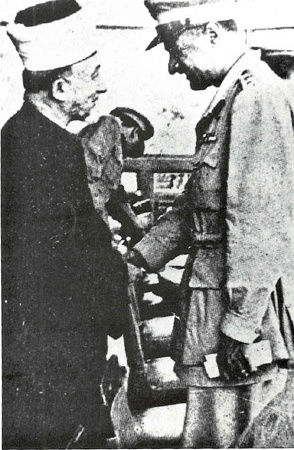
Encuentro de Amin al-Husayni con Gamal Abdel Nasser, futuro presidente de Egipto, en 1948.

Durante la guerra árabe israelí de 1948, en el mes de septiembre, el Gobierno de toda Palestina (Ḥukūmat ‘Umūm Filasṭīn) fue proclamado en la Franja de Gaza, entonces bajo control de Egipto, y recibió el apoyo de todos los miembros de la Liga Árabe menos Jordania. Aunque se declaró que la jurisdicción del Gobierno abarcaba todo el territorio del antiguo Mandato Británico de Palestina, su jurisdicción real se limitaba a la Franja de Gaza. El primer ministro de esta administración con sede en Gaza era Ahmed Hilmi Pasha, y el presidente era Amin al-Husayni, expresidente del Alto Comité Árabe.
El Gobierno de toda Palestina no tenía ninguna autoridad efectiva y la derrota de Egipto ante Israel en octubre de 1948 le obligó a trasladar su sede a El Cairo. Allí, se fue desmoronando debido a su impotencia y terminó cuatro años más tarde como un departamento de la Liga Árabe. Siguió existiendo bajo el mismo nombre hasta que el presidente de Egipto, Gamal Abdel Nasser, decretó su cierre en 1959, privando así a los palestinos de toda esperanza de autogobierno.
Ante el establecimiento en 1948 del Estado de Israel y el éxodo masivo de palestinos consecutivo a la guerra, la identidad palestina se fue desdibujando. Pero unas instituciones representativas de la identidad palestina comenzaron a surgir poco a poco entre los refugiados palestinos de la diáspora. En 1950, Yasser Arafat fundó la Unión General de Estudiantes Palestinos (Ittihad Talabat Filastin) en El Cairo. Después de la Guerra árabe israelí de 1948, la mayoría de la familia Huseini se trasladó a Jordania y a los Estados del Golfo Pérsico. Muchos patriarcas de esta familia que se habían quedado en la Ciudad Vieja y en los barrios del norte de Jerusalén Este huyeron debido a sus relaciones hostiles con las autoridades jordanas que controlaban esa parte de la ciudad; el asesino del rey Abdullah I de Jordania fue un miembro de una organización palestina clandestina dirigida por Daoud al-Husayni.
El movimiento Fatah, que adoptó una ideología nacionalista según la cual los palestinos serían liberados por las acciones de los árabes palestinos, fue fundado en 1954 por miembros de la diáspora palestina. Eran en su mayoría unos profesionales que trabajan en los Estados del Golfo Pérsico y que previamente habían sido refugiados en Gaza y habían estudiado en El Cairo o en Beirut. Entre sus fundadores estaban Yasir Arafat, que era presidente de la Unión General de Estudiantes Palestinos (UGEP) (1952–56) en la Universidad de El Cairo, Salah Khalaf, Khalil al-Wazir y Khaled Yashruti que fue presidente de la UGEP de Beirut (1958–62).

## La OLP hasta la primera Intifada (1964-1988)
La Organización para la Liberación de Palestina fue fundada en Jerusalén en mayo de 1964, tras una decisión adoptada previamente por la Liga Árabe. Su objetivo era la liberación de Palestina mediante la lucha armada. La Carta original de la OLP (publicada el 28 de mayo de 1964) declaraba que «Palestina en las fronteras que existían en la época del Mandato Británico de Palestina es una unidad regional íntegral» y buscaba «prohibir... la existencia y actividades» del sionismo. La Carta exigía también el derecho de retorno y la autodeterminación para los palestinos.
Tras la derrota de los Estados árabes en la Guerra de los Seis Días en junio de 1967, Israel se hizo con el control militar de Cisjordania, Jerusalén Este y la Franja de Gaza.
En 1968, Yasser Arafat proclamó que la batalla de Karameh, en la que el ejército israelí lanzó un ataque contra el campo de refugiados palestinos de Karameh en Jordania, fue una victoria (en árabe, karameh significa "dignidad") y se convirtió rápidamente en un héroe palestino al retratarse como el que se había atrevido a desafiar a Israel. La lucha de la guerrilla palestina unida al bombardeo de la artillería jordana obligó a las IDF a retirarse, lo que levantó los ánimos de los palestinos. Se trataba de la primera victoria árabe tras las derrotas de 1948, 1953 y 1967 ante un ejército que Israel calificaba de indomable. Después de la batalla, Fatah emprendió muchos proyectos comunitarios a fin de ganar afiliaciones. Numerosos jóvenes palestinos se unieron entonces al Fatah. Ahmed Shukeiri dimitió bajo presión de la presidencia de la OLP y en julio de 1969 Fatah se unió a la organización de la que no tardó en asumir el control. La batalla de Karameh supuso un importante aumento del poder de la OLP.
En 1974 la OLP reclamó que se fundase un Estado independiente en el territorio que había estado bajo mandato británico. Recurrió a ataques terroristas para atacar a Israel desde sus bases en Jordania, Líbano y Siria, así como desde el interior de la Franja de Gaza y Cisjordania.
En 1988 la OLP asumió oficialmente la solución de dos Estados, en la que Israel y Palestina serían dos países vecinos siempre que se cumpliesen condiciones específicas como situar la capitalidad del Estado Palestino en Jerusalén Este y garantizar el derecho de retorno de los refugiados palestinos a las tierras donde vivían antes de la guerra árabe-israelí de 1948 y la guerra de los Seis Días de 1967.

## La primera Intifada (1987-1993)

### Liderazgo local y la OLP
La primera Intifada (1987-93) significó un punto de inflexión para el nacionalismo palestino, porque situó a los palestinos de Cisjordania y de la Franja de Gaza en primera línea de la lucha. El Mando Nacional Unificado del Levantamiento (en inglés: Unified National Leadership of the Uprising o UNLU; en árabe: al-Qiyada al Muwhhada‎) consiguió una mobilización popular en apoyo del levantamiento.
En 1987 la Intifada cogió a la OLP por sorpresa, y sus líderes en el extranjero sólo pudieron tener una influencia indirecta sobre los acontecimientos. Un nuevo liderazgo local apareció, el UNLU, que incorporaba muchas facciones palestinas. Los disturbios, que surgieron de manera espontánea en un primer tiempo, rápidamente pasaron a depender del liderazgo local de organizaciones y grupos leales a la OLP que operaban dentro de los territorios palestinos: Fatah, el Frente Popular, el Frente Democrático y el Partido Comunista Palestino. El UNLU fue el motor de la cohesión social que permitió que persistieran los disturbios permanentes.
Después de que el rey Huséin de Jordania proclamara la separación administrativa y legal de Cisjordania de Jordania en 1988, el UNLU se organizó para llenar el vacío político.

### Emergencia de Hamás
Durante la Intifada Hamás desplazó el monopolio de la OLP como único representante del pueblo palestino.

### El proceso de paz
Algunos israelíes se habían cansado de la violencia constante de la primera Intifada, y muchos estaban dispuestos a asumir riesgos en pro de la paz. Algunos querrían que los beneficios económicos se enmarcaran en la nueva economía global. La Guerra del Golfo (1990-1991) jugó un papel importante en persuadir a los israelíes de que el concepto de defensa del territorio había sido sobrestimado y que la Invasión iraquí de Kuwait reducía su sentido de seguridad desde un punto de vista psicológico.

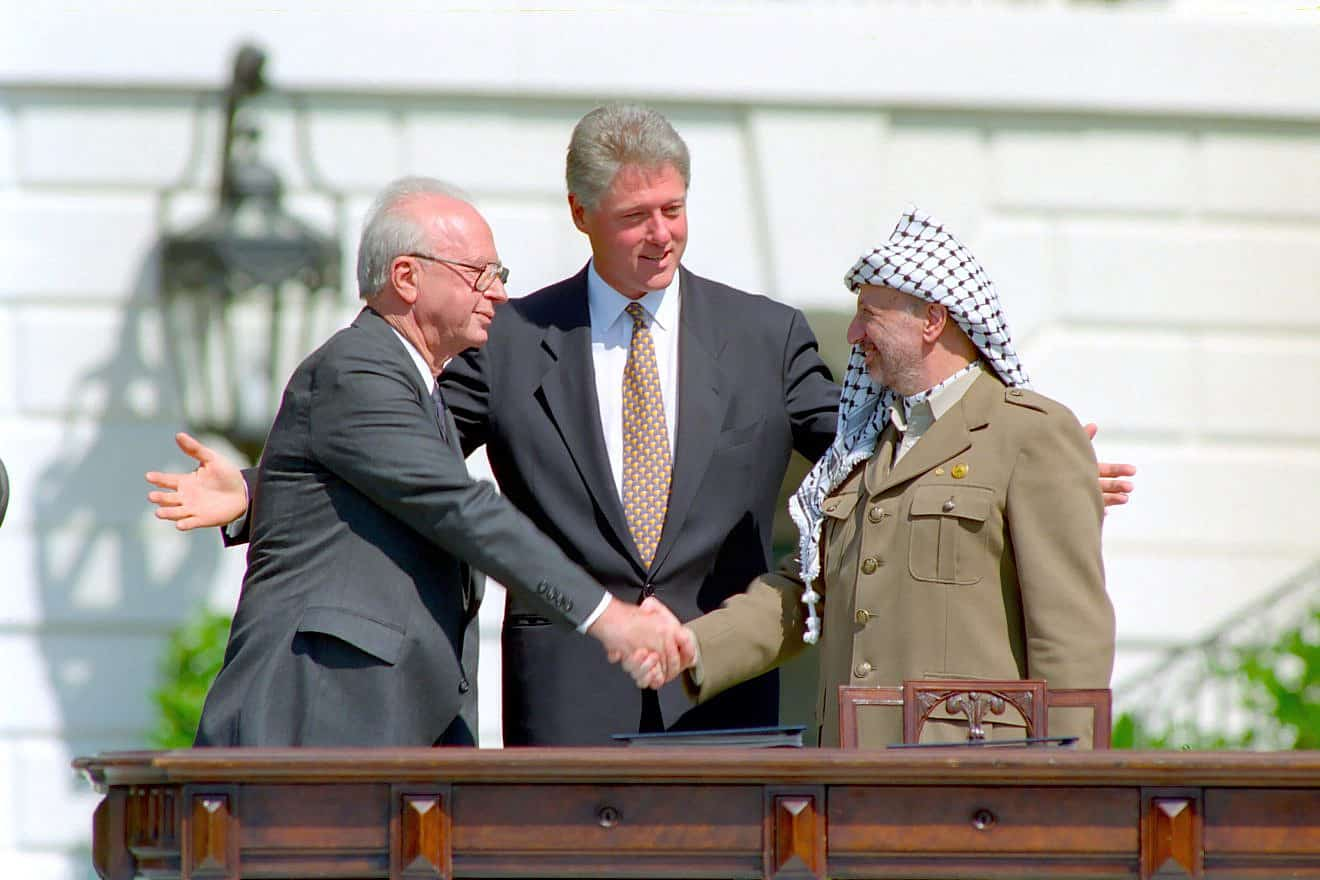
Isaac Rabin, Yasir Arafat y Bill Clinton en la firma de los Acuerdos de Oslo el 13 de septiembre de 1993.

La búsqueda de la paz por parte tanto de israelíes como de palestinos tomó un nuevo impulso al finalizar la Guerra Fría, mientras los Estados Unidos tomaban la delantera en asuntos internacionales. Después del colapso de la Unión Soviética, los observadores occidentales estaban optimistas, como lo escribió Francis Fukuyama en un artículo titulado El fin de la Historia y el último hombre. La esperanza se fundaba en que el final de la Guerra Fría anunciaba el principio de un nuevo orden internacional. El presidente George H. W. Bush, en un discurso el 11 de septiembre de 1990, hablaba de una «oportunidad única» para dar un paso hacia un "nuevo orden mundial" en el que «las naciones del mundo, del este y del oeste, del norte y del sur, puedan prosperar y vivir en armonía», añadiendo que hoy «el nuevo mundo lucha para nacer».

#### Los acuerdos de Oslo de 1993
Las aspiraciones de los palestinos locales y residentes en Israel eran diferentes a las de la diáspora palestina, que hasta entonces había sido la principal base de la OLP, porque su principal interés residía en la independencia más que en el retorno de los refugiados. Al final, los acuerdos de Oslo de 1993 consolidaron en la corriente mayoritaria del movimiento la convicción de que la solución al conflicto pasaba por la solución de dos Estados, contrariamente a los objetivos iniciales de la OLP que propugnaban la destrucción de Israel y su substitución por un Estado palestino democrático y laico. Esa idea ya había sido muy debatida en los años 1970 y se había convertido progresivamente en la postura oficiosa del liderazgo de la OLP bajo Arafat a la hora de negociar. Pero para muchos aún siguió siendo un tema tabú hasta que Arafat reconoció oficialmente a Israel en 1988, bajo fuertes presiones estadounidenses. En todo caso, la necesidad extrema de destruir a Israel y al sionismo como su principio fundador (a saber, su existencia como un Estado específicamente judío) sigue siendo la meta de algunos movimientos de base religiosa como Hamás, si bien ya no lo es por parte de la OLP.

## Autoridad Nacional Palestina (1993)
En 1993, cuando Israel transfirió un mayor control de los lugares sagrados musulmanes de Jerusalén a los palestinos, el presidente de la OLP, Yasser Arafat, nombró a Sulaiman Ja'abari Gran Mufti. A su muerte en 1994, Arafat nombró a Ekrima Sa'id Sabri. Sabri fue destituido en 2006 por el entonces presidente de la Autoridad Nacional Palestina, Mahmoud Abbas, que consideraba que Sabri se implicaba demasiado en asuntos políticos. Abbas le sustituyó por Muhammad Ahmad Hussein al que se veía como un político moderado.

## Objetivos

### Estado palestino
El nacionalismo palestino propone que se establezca un estado de Palestina independiente en los territorios de Palestina conquistados por Israel desde la guerra de los seis días de 1967, y previamente ocupados por Egipto (Franja de Gaza) y Jordania (Cisjordania y Jerusalén Este). La Franja de Gaza está bajo control de Hamás, una escisión de la Autoridad Palestina (ANP). Cisjordania es administrada parcialmente por Fatah como parte integrante de la ANP, que gobierna el área A civil y militarmente y el área B con control militar conjunto con Israel. El área C, que permanece bajo control militar exclusivo y control civil de Israel, representa el 62% de Cisjordania y es la única de las tres áreas que tenga continuidad territorial ya que rodea y fragmenta las zonas A y B, lo que compromete la unidad territorial del futuro Estado Palestino. Los palestinos también reclaman que Jerusalén Este sea reconocida como la capital de su futuro estado, en contra de las pretensiones de Israel de establecer su capital en toda el área metropolitana de la ciudad.